# Messestadt West
Messestadt West – stacja metra w Monachium, na linii U2. Stacja została otwarta 29 maja 1999.